# Gelasma viridaurea
Gelasma viridaurea är en fjärilsart som beskrevs av W. Warren 1899. Gelasma viridaurea ingår i släktet Gelasma och familjen mätare. Inga underarter finns listade i Catalogue of Life.